# Libéria
Libéria, hivatalos nevén Libériai Köztársaság (angolul: Republic of Liberia) független ország Nyugat-Afrikában. Az országot északnyugaton Sierra Leone, északon Guinea, keleten Elefántcsontpart, délen és délnyugaton az Atlanti-óceán határolja. Fővárosa és legnagyobb városa Monrovia. A hivatalos nyelve az angol, de a nép kb. húszféle őshonos nyelvet beszél az országban.
Libéria nagy része trópusi esőerdőkkel borított, különösen a belső területeken. Az ország a világ egyik legnagyobb megmaradt elsődleges esőerdő-területével rendelkezik. A part mentén mangroveerdők, beljebb szavannák és erdős területek váltakoznak. Gazdag ásványkincsekben, mint például: vasérc, arany, gyémánt, bauxit és kőolaj. Jelentős erdészeti és mezőgazdasági potenciál jellemzi, fontos exportcikk a gumi és a fa. Az ország tengerpartja körülbelül 560 km hosszú és festői strandok jellemzik. a partvidék mocsaras területei mellett homokos strandok és sziklás szakaszok is előfordulnak. Az ország jelentős kikötői tevékenység központja. 
Libéria különleges abban a tekintetben, hogy Afrika egyik legrégebben függetlenné vált állama, melyet Amerikából visszatért felszabadított rabszolgák alapítottak. 
Az ország többek között az ENSZ, az Afrikai Unió, a Nyugat-afrikai Államok Gazdasági Közössége (ECOWAS), a Világbank és a WTO tagja.

## Földrajz

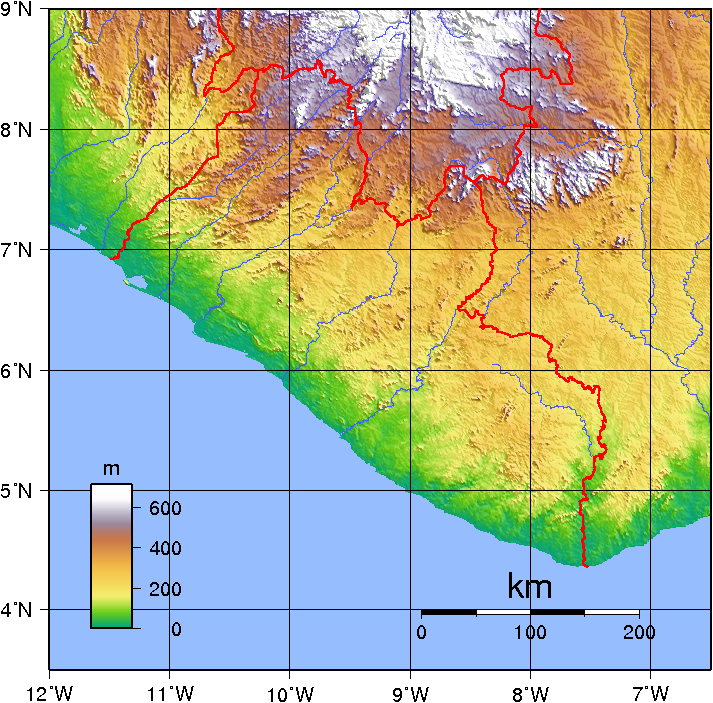
Libéria domborzati térképe

Nyugat-afrikai ország az Atlanti-óceán partján. Északon Guinea, keleten Elefántcsontpart, nyugaton Sierra Leone határolja. Területe 111 369 km², amely viszonylag kicsinek számít Afrikában, de nagyobb Sierra Leonénál. 

### Domborzat
A tengerpart 550 km hosszú. Az Atlanti-óceán mocsaras, mangroveerdőkkel benőtt partja mentén széles parti síkság található. Az ország nagy része a 200–400 m magas, hullámos felszínű, folyók által felszabdalt Guineai-küszöbön terül el. Északi részén hegységek fekszenek: Nimba-, Wologisi-hegység. Legmagasabb pontja a Wutibih (1381 m).

### Vízrajz
Libéria gazdag folyókban, melyek általában északkeletről, Guinea felől délnyugatra, az Atlanti-óceánba tartanak. Legjelentősebb folyók: Cavalla-folyó, amely a legnagyobb folyó és Elefántcsontparttal képez határt. Saint Paul Monrovia közelében torkollik az óceánba, Saint John és Cestos-folyó. A partvidéken lagúnák és mocsarak találhatók.

### Éghajlat
Trópusi éghajlatú vidék. A hőmérséklet egész évben magas, az éves ingadozás kevés. Az esős évszak nyárra esik. A téli száraz évszakban Afrika belseje felől fúj a poros, száraz, forró harmattan szél. Az éves csapadékmennyiség délről észak felé csökken. Egészen északon már nem elég zárt erdők felnövekedéséhez, itt szavanna alakult ki.
Az éves csapadékmennyiség Monroviában (illetve a tengerpart mentén) mintegy 4500 mm, ezzel az egyik legcsapadékosabb afrikai fővárosnak számít (a másik Freetown Sierra Leonéban).

### Élővilág, természetvédelem
A polgárháború az emberek mellett a természetnek is ártott. Amikor összeomlik a rend, éheznek az emberek, nem érdekli őket, hogy a vad védett-e vagy sem.

#### Nemzeti parkjai
A kb. tucatnyi nemzeti erdő mellett egy nagy nemzeti parkot jelöltek ki: Sapo Nemzeti Park. Kiterjedt trópusi esőerdő, amely védett terület és ritka élővilágnak ad otthont, ezért megtiltottak minden emberi tevékenységet. Nimba-hegység természetvédelmi terület a UNESCO-világörökség része, amely közös Guinea és Elefántcsontpart határán.

## Történelme
Antropológiai kutatások szerint Libéria térségének lakossága legkésőbb a 12. századra, de inkább régebbre megy vissza. A mende nyelvű népek nyugat felé terjeszkedtek, délre, az Atlanti-óceán felé szorítva számos kisebb etnikai csoportot. Ezek a népmozgások összefüggtek a régi szudáni Mali Birodalom 1375-ös bukásával, később a Szongáj Birodalom 1591-ben bekövetkezett bukásával. Ezen kívül hatott a belső vidékek elsivatagosodása, amely lakóit elköltözésre kényszerítette. Ezek az újonnan érkező emberek ismerték a pamutfonalat, a szövést, a vasmegmunkálást, rizst és cirokot termesztettek, társadalmi és politikai intézményeiket a Mali és a Szongáj Birodalomtól örökölték.
Az ország partvidéke a 15. századtól vált ismertté a portugál hajósok előtt, akik 1461-ben fedezték fel és Bors-partnak nevezték el. A 16-18. század között a kikötőket folyamatosan rabszolga-kereskedők dúlták fel. Libéria ismert történelme tulajdonképpen az Amerikai Egyesült Államokban kezdődött, amikor ott a rabszolgaság megszüntetését követően az 1816-ban alapított Amerikai Kolonizációs Társaság az USA-ban felszabadított néger rabszolgákat letelepítette a területre. A felszabadított rabszolgák Afrikába történő visszatelepítésére a példát Anglia szolgáltatta, amikor 1787-ben Sierra Leonében megalapította Freetownt. Az első visszatelepülőket Libériába egy fehér misszionárius, Jehudi Ashmun vezette; 1821-ben érkeztek meg a Mesurado-fokra s egy évvel később várost alapítottak melyet James Monroe amerikai elnök tiszteletére Monroviának neveztek el. A visszatelepített rabszolgák több kolóniát is létesítettek a part mentén. Libéria a bevándorlók telepeinek egyesítése által alakult meg 1847. július 26-án, amely sokáig Nyugat-Afrika egyedüli független állama volt. 1857-ben magába olvasztotta a szintén Amerikából visszatelepítettek által alapított Marylandi Köztársaságot is.
A telepesek szemében Afrika az ígéret földje volt, de nem integrálódtak az afrikai társadalomba. Afrikában ők az "amerikaiak". Az állam szimbólumai - a zászló, a jelszó, a címer - és a kormányzat formái az alapítók amerikai hátterét idézik. Az amerikai libériaiak vallásgyakorlata, szokásai és kultúrája a polgárháború előtti amerikai Dél viszonyaiban gyökereztek. Ezek az eszmék közvetítésükkel nagy hatást gyakoroltak a bennszülött afrikaiakra. Az új nemzet, ahogy ők felfogták, a telepes közösség és a hozzájuk asszimilálódó afrikaiak egybefejlődése. A partvidéki "amerikaiak" és a belső vidékek "bennszülöttei" közötti örökös ellenségeskedés visszatérő témája az ország történetének. Az amerikai-libériai kisebbség többnyire sikeresen törekedett a dominanciára és arra, hogy önmagukra mint a bennszülöttek megmentőire tekintsenek. Az ország neve az újlatin nyelveken és a latinban "a szabadság földje" jelentéssel bír, a hazáé, ahol nincs rabszolgaság.
Történelme során Libéria élvezte az Amerikai Egyesült Államok támogatását, nem hivatalos együttműködését. Libéria kormányzata, amelynek mintája az Amerikai Egyesült Államoké volt, formájában demokratikus volt, de lényegében nem. 1877 után az True Whig Party monopolizálta a politikai hatalmat az országban, a választott tisztségek elosztása a párton belül dőlt el, a választás lényegében kinevezéssé silányult. Az egymást követő kormányoknak két problémával kellett küzdeni: egyik a szomszédos gyarmati hatalmak, Nagy-Britannia és Franciaország nyomása, a másik a pénzügyi bizonytalanság - mindkettő veszélyeztette az ország szuverenitását. Libéria független tudott maradni Afrika gyarmatosításakor, de kiterjedt területeket vesztett, amelyeket Nagy-Britannia és Franciaország annektált. Gazdasági fejlődését hátráltatta a libériai árucikkek piacvesztése a 19. század végén és a túlzott eladósodás miatti hitelképtelenség. A hiteltörlesztés tőkét vont el a gazdaságtól.
Két jelentős esemény mozdította ki Libériát az elszigeteltségből. Az első 1926-ban volt: nagy koncessziós területet kapott az amerikai tulajdonú Firestone Plantation Company; ez lett az első lépés a libériai gazdaság (korlátozott) modernizálásában. A másik fontos esemény a második világháború volt, amikor az Amerikai Egyesült Államok a kölcsönbérleti törvény keretében műszaki és gazdasági segítséget nyújtott Libériának, elősegítendő a gazdasági fejlődést és társadalmi változásokat.
Az ország 1945-től tagja az ENSZ-nek.

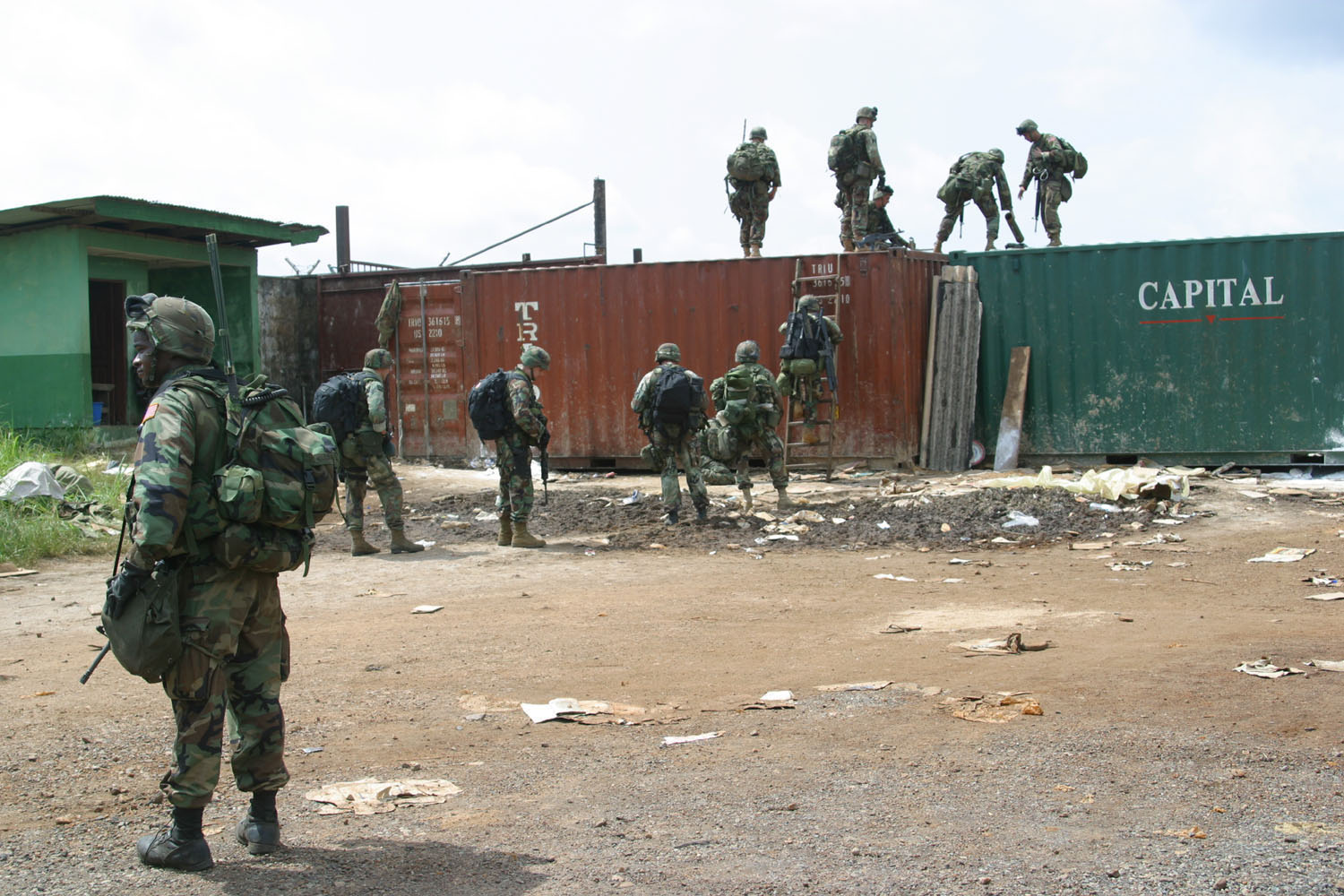
Amerikai katonák Monrovia kikötőjében (2003)

1980-ban Samuel Kanyon Doe őrmester katonai puccsal megdöntötte az addig stabil államrendet. 1985-ben választási győzelmével megerősítette hatalmát. 1990-ben Charles Ghankay Taylor, Doe korábbi munkatársa gerilláival támadást intézett a főváros ellen. Doe-t meggyilkolták. Taylorék 1991-ben fegyverszünetet kötöttek Prince Johnsonnal, aki szintén aspirált az elnöki székre, s átmeneti elnöknek Amos Sawyert nevezték ki. 1992-ben azonban újra harcok kezdődtek. 1993-ra az ország szinte ketté szakadt, keleten Taylorék, nyugaton Johnsonék irányítottak. 2003 közepén végül az Egyesült Nemzetek Szervezet által kiküldött afrikai békefenntartó csapatok elfogták Taylort, Nigériába szállították és megkezdődött a békés állapotok helyreállítása.

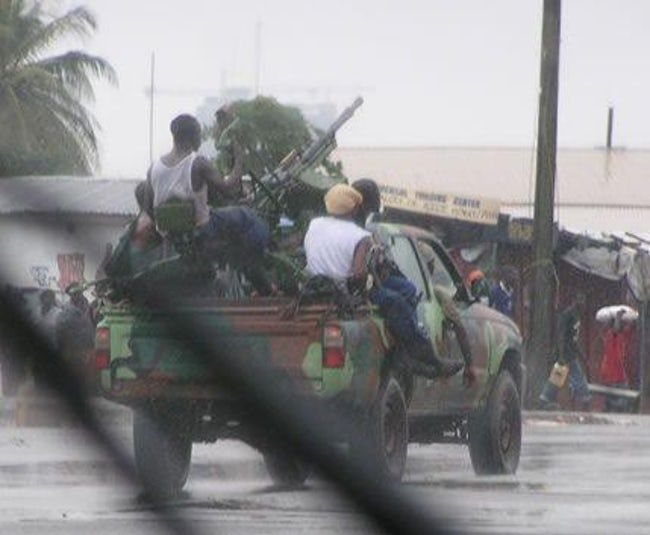
Járőröző fegyveresek (2006)

Taylor távozása után 2003 végén ideiglenes kormány alakult. Elsődleges feladata a tisztességes és békés választások előkészítése volt. A békefenntartó csapatok védelme alatt Libériában sikeresen megtartották a 2005 őszi elnökválasztást. Október 11-én 23 jelölt indult, legesélyesebbnek George Weah kru nemzetiségű, nemzetközi hírű labdarúgó számított. Az első fordulóban egyik jelölt sem szerezte meg a szükséges többséget, a második fordulóba Weah és Ellen Johnson-Sirleaf jutott. A november 8-án tartott második fordulót döntő fölénnyel Ellen Johnson-Sirleaf nyerte, egy Harvardon végzett közgazdász. Mindkét forduló békés és rendezett volt, a libériaiak ezrei vártak türelmesen, hogy leadhassák szavazatukat.
Az Amnesty International 2006. évi összefoglalója a libériai helyzetről: "Az erőszak elszórt kitörései továbbra is veszélyeztetik a békét. A korábbi lázadó harcosok erőszakkal is tiltakoznak lefegyverzésük és leszerelésük ellen, mivel akkor jövedelem nélkül maradnak. Lassú a haladás a rendőrség, a bírósági és büntetőbíróság rendszer megreformálásában, gyakori az erőszak a bűnelkövetőkkel szemben. Elfogadták a Független Emberjogi Országos Bizottság és az Igazság és Megbékélés Bizottsága felállításáról szóló törvényeket. 200 000-nél több belföldi és külföldre távozott menekült tért vissza otthonába, de a föld és tulajdon feletti vita gyakran okoz etnikai feszültséget. Az Egyesült Nemzetek Szervezet ismét szankciókat vezetett be a gyémánt- és fakereskedelem terén. A fegyveres konfliktus idején elkövetett bűnök büntetlenül maradtak."
2006-tól Ellen Johnson Sirleaf az ország elnöke, aki a Nobel-békedíjat is kiérdemelte az évek során. A 2017 decemberében megtartott elnökválasztást George Weah nyerte meg nagy fölénnyel Joseph Boakai eddigi alelnökkel szemben és lett Libéria 25. elnöke, aki 2018. január 16-án lép hivatalba.

## Államszervezet és közigazgatás

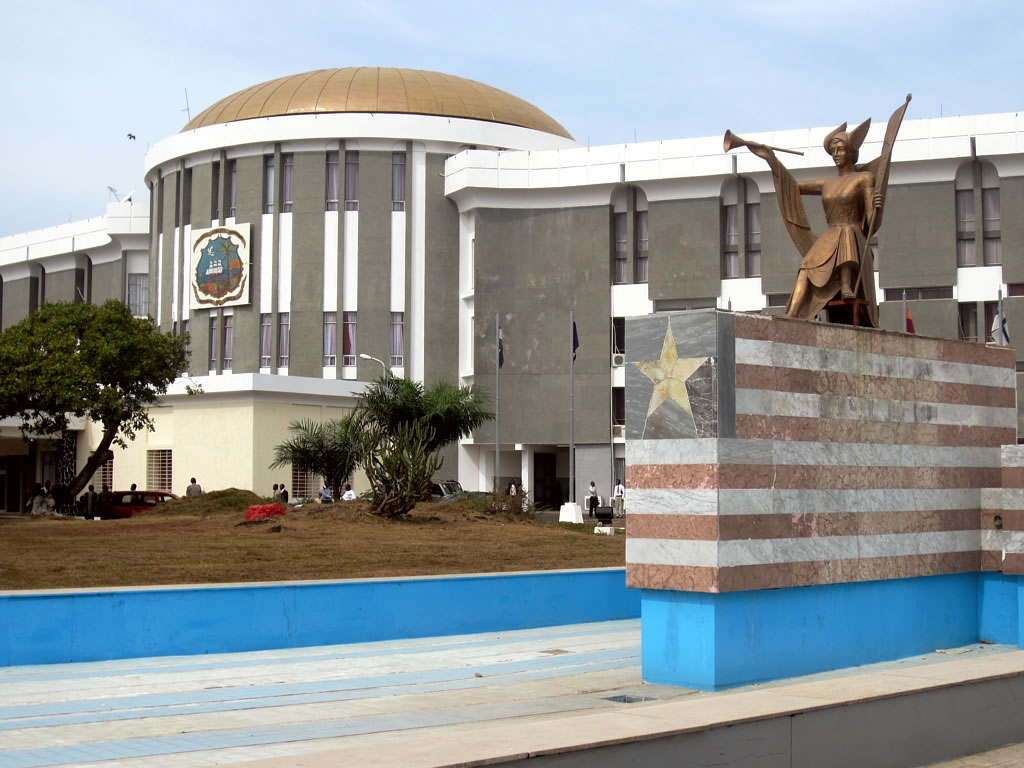
A kongresszus épülete a fővárosban

### Törvényhozás, végrehajtás, igazságszolgáltatás
1847 óta Libéria köztársaság. 1984-ben új alkotmányt kapott, az amerikai modellt vették át. Libéria elnöki köztársaság.
Az ország elnökét 6 évre választják, aki az államfő, a kormányfő és a katonai főparancsnok. A parlament 2 kamarás. A felsőháznak a neve a szenátus (15 képviselő) és az alsóháznak a képviselőház (64 képviselő). A fehéreknek nincs szavazati joguk.

### Politikai pártok
- National Patriotic Party (NPP) – kormánypárt
- Unity Party (UP) – ellenzék
- Liberia Action Party (LAP)
- Liberian People's Party (LPP)
- Liberia Unification Party (LUP)
- National Democratic Party of Liberia (NDPL)
- True Whig Party (TWP)
- United People's Party (UPP)

### Közigazgatási beosztás
Libéria közigazgatási területi felosztásának három szintje van, területi szinten a legnagyobb egység a megye (county), amelynek alegysége a kerület (district), amelynek a legkisebb egysége a törzs (clan). A legújabb megye, Gbarpolu 2001-ben alakult.

Libéria megyéi

| Megye             | Főváros      | Népesség (fő) | Terület (km2) |
| ----------------- | ------------ | ------------- | ------------- |
| Bomi kerület      | Tubmanburg   | 82 036        | 1942          |
| Bong megye        | Gbarnga      | 328 919       | 8772          |
| Gbarpolu megye    | Bopolu       | 83 758        | 9689          |
| Grand Bassa megye | Buchanan     | 224 839       | 7936          |
| Grand Cape Mount  | Robertsport  | 129 055       | 5162          |
| Grand Gedeh megye | Zwedru       | 126 146       | 10 484        |
| Grand Kru megye   | Barclayville | 57 106        | 3895          |
| Lofa megye        | Voinjama     | 270 114       | 9982          |
| Margibi megye     | Kakata       | 199 689       | 2616          |
| Maryland megye    | Harper       | 136 404       | 2297          |
| Montserrado megye | Bensonville  | 1 144 806     | 1909          |
| Nimba megye       | Sanniquellie | 468 088       | 11 551        |
| River Gee megye   | Fish Town    | 67 318        | 5113          |
| Rivercess megye   | Rivercess    | 65 862        | 5594          |
| Sinoe megye       | Greenville   | 104 932       | 10 137        |

## Népesség

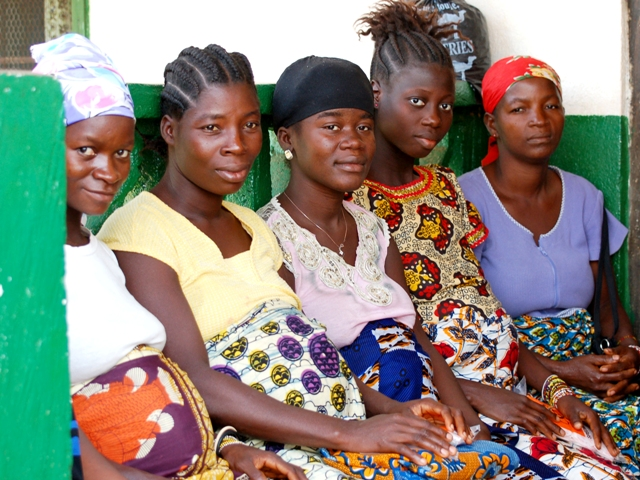
Libériai asszonyok

### Népességének változása
| Lakosok száma | 1 120 314 | 1 283 304 | 1 497 356 | 1 775 200 | 2 163 835 | 2 066 060 | 2 365 290 | 3 124 222 | 3 821 440 | 5 214 030 |
|               | 1960      | 1966      | 1972      | 1978      | 1984      | 1991      | 1997      | 2003      | 2009      | 2021      |

### Legnépesebb települések
| Kép      | Rang | Város    | Megye       | Népesség  | Rang | Város        | Megye            | Népesség | Kép    |
| -------- | ---- | -------- | ----------- | --------- | ---- | ------------ | ---------------- | -------- | ------ |
| Monrovia | 1.   | Monrovia | Montserrado | 1 021 762 | 11.  | Voinjama     | Lofa             | 15 269   | Ganta  |
| Monrovia | 2.   | Gbarnga  | Bong        | 56 986    | 12.  | Tubmanburg   | Bomi             | 14 576   | Ganta  |
| Monrovia | 3.   | Buchanan | Grand Bassa | 50 245    | 13.  | Sagleipie    | Nimba            | 13 790   | Ganta  |
| Monrovia | 4.   | Ganta    | Nimba       | 42 077    | 14.  | Greenville   | Sinoe            | 13 370   | Ganta  |
| Monrovia | 5.   | Kakata   | Margibi     | 34 608    | 15.  | Sanniquellie | Nimba            | 11 854   | Ganta  |
| Buchanan | 6.   | Zwedru   | Grand Gedeh | 25 349    | 16.  | Karnplay     | Nimba            | 5 585    | Kakata |
| Buchanan | 7.   | Harbei   | Margibi     | 25 309    | 17.  | Zorzor       | Lofa             | 5 577    | Kakata |
| Buchanan | 8.   | Harper   | Maryland    | 23 517    | 18.  | Fish Town    | River Gee        | 3 566    | Kakata |
| Buchanan | 9.   | Pleebo   | Maryland    | 23 464    | 19.  | Robersport   | Grand Cape Mount | 3 515    | Kakata |
| Buchanan | 10.  | Foya     | Lofa        | 20 569    | 20.  | Barclayville | Grand Kru        | 3 108    | Kakata |

### Nyelvi megoszlás
Hivatalos nyelv az angol, de a többség a saját törzsi nyelvét használja. Kb. 20 nyelv jellemző.

### Etnikai, nyelvi megoszlás
Népek: bennszülött törzsek (95%) és az elsősorban az USA-ból, továbbá Kongóból és a karibi térségből visszatelepített volt rabszolgák (5%).
A lakosság hihetetlenül heterogén. Az uralkodó etnikum mindössze négy százaléknyi kleol, vagy más nevén americo-libériai. A helyi népek közül a legjelentősebbek a kpellék tizenkilenc százalékkal, a baszák tizenhárom százalékkal, a grebok tíz százalékkal, a kruk hét százalékkal, a dzsolák vagy dzsok szintén hét százalékkal. A még mindig fennmaradó negyvennégy százalék, számtalan kisebb szudáni nép között oszlik meg. Pl. mandinka, gio stb. 

### Vallási megoszlás
A 2008-as népszámlálás adatai szerint libéria népességének 85,5%-a keresztény, 12,2%-a muszlim, 1,5% vallástalan, 0,5% hagyományos vallások követője, 0,3% pedig egyéb vallást követ.

### Ebola
2014 februárjában Guineában, Sierra Leonéban, és Libériában megjelent az ebola vírus, 6 hónap alatt csaknem hétszáz embert ölve meg. Ennek a járványnak a mortalitása 2014 augusztusáig 55-60%-os volt. Miután júliusban Libériából repülőgépen a nigériai Lagosba hurcolták a vírust, a libériai kormány azonnal lezárta a határait, és megtiltott minden tömegrendezvényt és sporteseményt.
A vírus elleni küzdelmet a lakosság hozzáállása nehezíti. Egyrészt nem akarják, hogy a hozzátartozók kórházba kerüljenek, mert akkor nem temethetik el őket a szokásoknak megfelelően - megcsókolják a halottak arcát, amivel nagy eséllyel fertőződnek - másrészt rettegnek az orvosoktól, mert azt hiszik, ők hozzák az ebolát, és fertőzik meg az embereket.
A vírus megölte a betegséggel foglalkozó első számú orvost is, Samuel Brisbane-t, valamint két amerikai állampolgár, köztük egy orvos is megfertőződött.

## Gazdaság

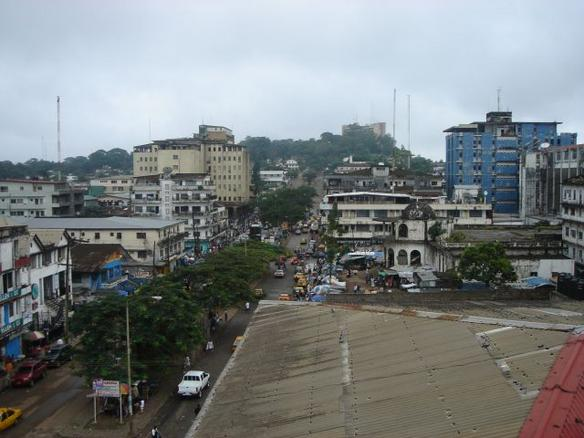
Monrovia

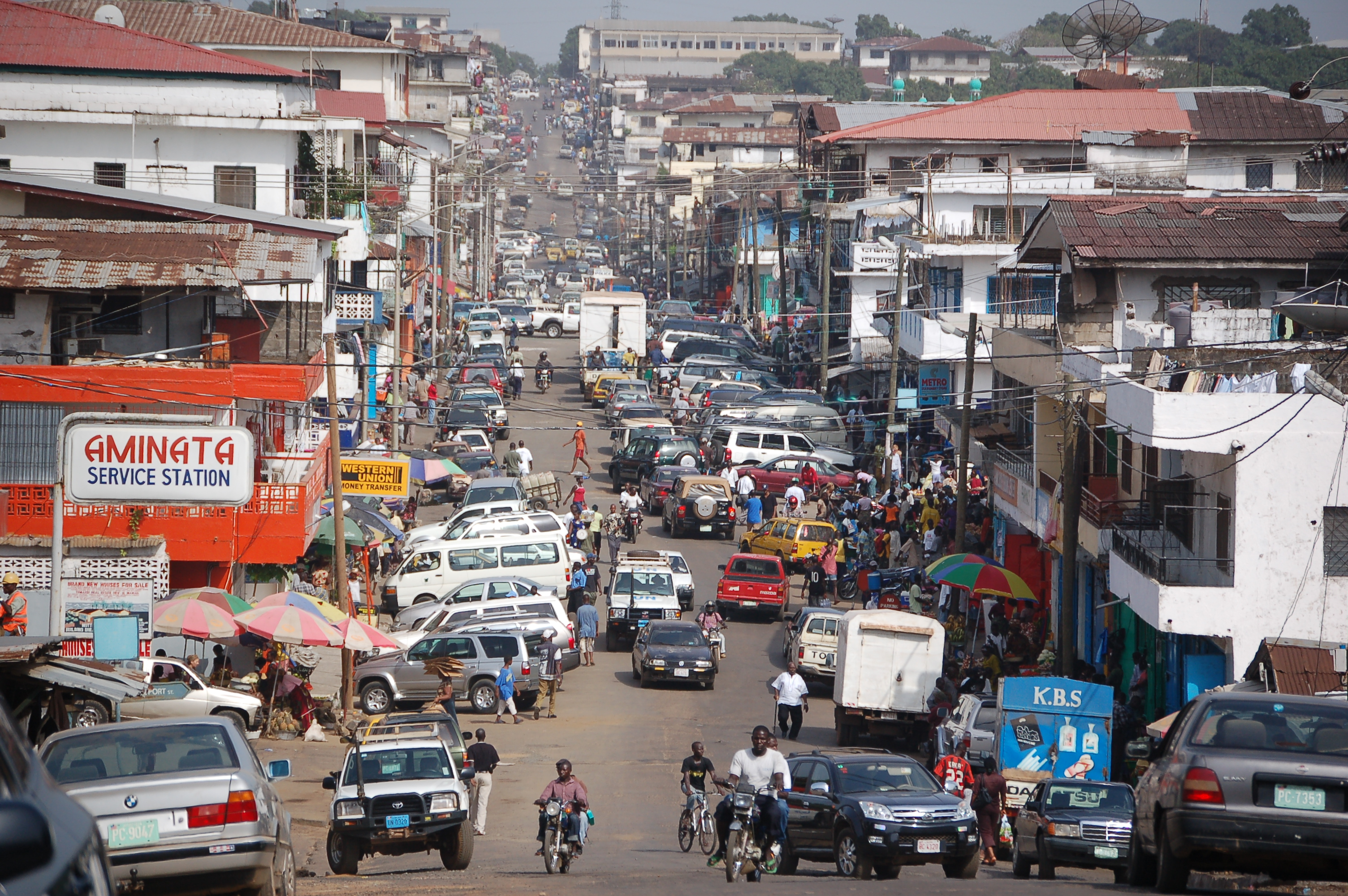
Monrovia központjának egy utcaképe

A legkevésbé fejlett országok közé tartozik: a polgárháborúk teljesen tönkretették az ország gazdaságát, infrastruktúráját, a szolgáltatási tevékenységek szinte teljesen megszűntek. 1997-től kezdve ugyan már kimutatható némi gazdasági fellendülés, az off-shore tevékenység vette kezdetét. Jelenleg a pénzmosás egyik nemzetközi központjának számít, sőt az illegális fegyver-, kábítószer- és gyémántkereskedelem nyugat-afrikai központja is. A GNP értéke nem hivatalos, de a becsült érték 3 630 millió USD. Az egy főre eső évi USD értéke sem hivatalos, a becsült érték 1100 USD. A GDP szektorális megoszlása: mezőgazdaság 60%, ipar 10%, szolgáltatás 30%. Az ENSZ már 2001-ben embargót hirdetett a libériai gyémántra. Az újabb polgárháború még inkább tönkretenné gazdaságát. Az illegális kereskedelem rendkívül magasfokú, így a tényleges kereskedelmi adatok „messze állnak” a valós helyzettől. Az értékes trópusi fák és a gyémánt majd teljes egésze csempészet útján kerül ki Libériából.

### Általános adatok
A liberális adózás miatt Libériának van a világon a második legnagyobb kereskedelmi flottája, a hajók azonban szinte kizárólag külföldi tulajdonban vannak.

### Gazdasági ágazatok

#### Mezőgazdaság
Saját fogyasztásra elsősorban rizst, maniókát, jamszgyökeret és főzőbanánt termesztenek. Exportra - főként amerikai kézben lévő nagy ültetvényeken - nyerskaucsukot termelnek, valamint kávét, kakaót és pálmamagot. A faállomány gazdag trópusi nemesfában.

#### Ipar
Az 1950-es évektől külföldi vállalatok vasércet bányásznak. Kis mennyiségben van arany és gyémánt is. A nagyobb gyárakban vegyipari termékeket állítanak elő (kaucsukfeldolgozás, kőolaj-finomítás), a kisebb üzemekben (élelmiszer-, textil-, fémipar) főleg fogyasztási cikkeket gyártanak.

#### Villamos áram
A 2003-ban véget ért polgárháború a villamos áram előállításában és továbbításában használt infrastruktúra nagy részét tönkretette. 2019-ben országos szinten az elektromos áramhoz való hozzáférés 12%-os, ami világviszonylatban igen alacsony. Még a fővárosban, Monroviában is mindössze a lakosság 20%-a fér hozzá az elektromos áramhoz.
2019-es adatok szerint:
- Rendelkezésre álló villamos teljesítmény: 126 MW
- Elektromos áram nélküli háztartások száma: 832 000

Végrehajtott fejlesztések:
- Mt. Coffee vízerőmű helyreállítása (+88 MW)
- 77 km villamos hálózat megépítése
- Három, megújuló energiát használó projekt megvalósítása vidéken: 
  - napenergia
  - gumifa biomassza technológia
  - pálmaolajból üzemanyag előállítása

Az elektromos áram szolgáltatása Monroviában ütemezetten, minden nap órákig szünetel.
A villamos hálózat a lakossági fogyasztók szempontjából nem egységes. Az állami tulajdonú Liberia Electricity Corporation vállalat 110 V, 60 Hz-es hálózati áramot szolgáltat Monroviában, a jövedelmekhez képest magas áron. Sokan magántulajdonú dízelgenerátorokat üzemeltetnek, amik 230 V, 50 Hz-es áramot állítanak elő, ezek a generátorok egymástól függetlenül üzemelnek, nincsenek összekapcsolva, nem alkotnak hálózatot.
Mivel az elektromos áram ára magas, a biztonságos ellátást veszélyezteti az áram szabálytalan vételezése, azaz ellopása, mivel ez további áramkimaradásokat okoz.

#### Kereskedelem
Főbb árucikkek 2014-ben:
- Export: gumi, faanyag, vas, gyémánt, kakaó, kávé
- Import: üzemanyag, vegyszer, gépek, berendezések, iparcikk; élelmiszerek

Főbb partnerek 2014-ben:
- Export:  Kína 31,9%,  Görögország 8,8%,  USA 8,6%,  Németország 8,2%,  Franciaország 7,3%
- Import:  Szingapúr 33,9%,  Dél-Korea 25,6%,  Kína 14,7%,  Japán 9,1%

## Közlekedés

Libéria térképe

### Szárazföldi
Az úthálózat 10 600 km, ebből 657 km aszfaltozott. Az országban lévő legtöbb vidéki út csupán földút, ami az esős évszak idején gyakran járhatatlan. 
A közúti közlekedés a jobb oldalon történik.  Kiépített szilárd út a főváros, Monrovia útjain kívül Bo (Waterside), Tubmanburg, Ganta és Buchanan felé létezik.
A három vasútvonal 429 km hosszú és az ércbányákat köti össze a tengeri kikötőkkel Monroviában és Buchananban. 

### Légi
Monrovia mellett működik az egyetlen nemzetközi repülőtér. Összesen 29 kisebb repülőtér van az országban, ebből kettőnek van szilárd burkolata.

## Kultúra

### Oktatási rendszer

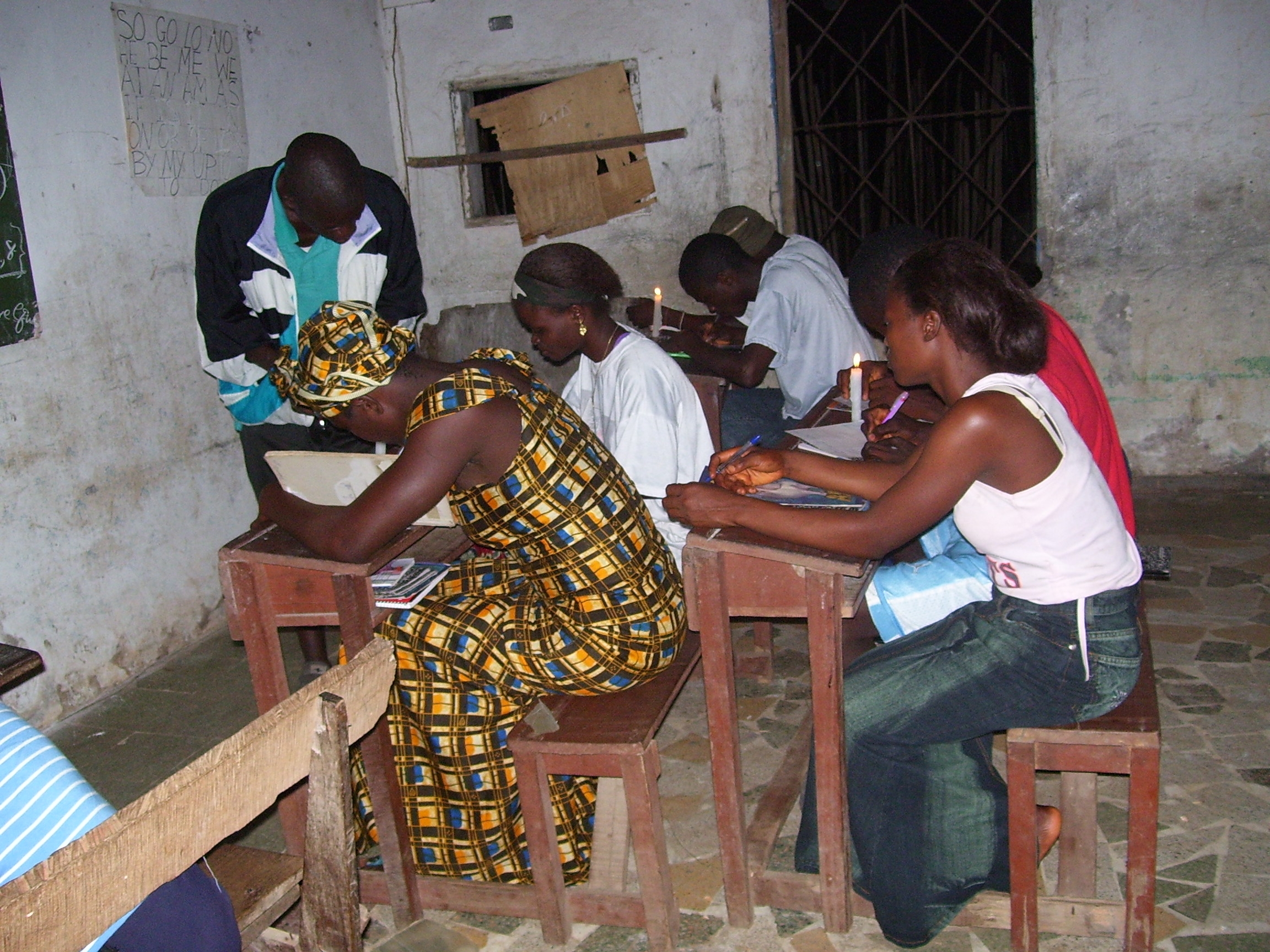
Felnőttoktatás vidéken. A képen felnőtt tanulók, akik a polgárháború miatt kimaradtak az iskolából

Általános tankötelezettség 6-tól 16 éves korig van; a felnőtt lakosság körülbelül fele analfabéta. Nagyobbrészt a férfiak tanulnak meg írni-olvasni (63%), a nőknél ez az arány 34%.(2017)
1862-től Monroviában egyetem működik (kezdetben Liberia College néven, majd mint University of Liberia), ami 1951-től ad ki diplomát.

### Hagyományok, néprajz
Kulturálisan nem elfogadott viselkedésnek számít bal kézzel üdvözölni valakit, vagy bal kézzel egy tárgyat átnyújtani a másiknak, mert a bal kéz tisztátalannak számít a székelés után végzett tisztálkodás miatt, amit bal kézzel végeznek.

### Gasztronómia
Társadalmilag nem elfogadott, hogy ételt lefedés nélkül árusítsanak, mivel a legyek az ételt megfertőzhetik, ha szabadon bele tudnak repülni. Hasonló okból étkezés közben is letakarják az ételt tartalmazó edényeket.
Az ételek receptje gyakran tartalmaz lime-ot, mivel úgy tartják, hogy annak tartalma egyes betegségek kialakulását meg tudja akadályozni.

## Turizmus

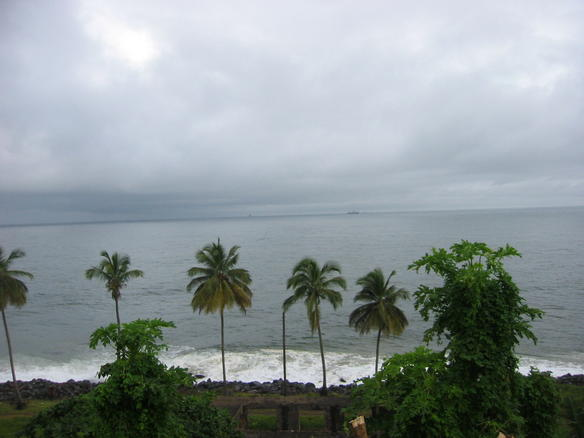
Tengerpart, Monrovia

Libéria kevéssé van felkészülve a turizmusra. Monrovia kivételnek számít. A beutazáshoz és az ott-tartózkodáshoz vízum szükséges, amit előzetesen kell megszerezni és a beérkezés után 48 óra elteltével meghosszabbítani.
Az országba való belépés előtt sárgaláz elleni védőoltással kell rendelkezni, és ezt igazolni is szükséges.

## Sport
Az ország leghíresebb sportolója az 1995-ös aranylabdás labdarúgó George Weah.

## Média
- Újságok: Patriot, New Liberia (pro Regierung), Inquirer, News, Democrat (Opposition)
- Rádióadók: ELBC (állami), Star Radio (nemzetközi), Radio Veritas (katolikus), DC 101,1 (magán)
- Televízió: DC TV (magán)

### Egyéb telekommunikációs adatok
| Hívójel prefix | A8, D5, EL, 5L-5M, 6Z |
| ITU zóna       | 46                    |
| CQ zóna        | 35                    |

## Ünnepek
| Dátum         | Elnevezés                    | Helyi név                 | Megjegyzés                                                         |
| ------------- | ---------------------------- | ------------------------- | ------------------------------------------------------------------ |
| Január 1.     | Újév                         | New Year's Day            |                                                                    |
| Február 11.   | Fegyveres erők napja         | Armed Forces Day          |                                                                    |
| Mozgóünnep    | Díszítés napja               | Decoration Day            | A sírok feldíszítésének ünnepe. Március második szerdáján tartják. |
| Március 15.   | J. J. Roberts születésnapja  | J. J. Roberts' Birthday   | Libéria első elnökének Joseph Jenkins Roberts-nek az emléknapja.   |
| Mozgóünnep    | Böjt és imádság napja        | Fast and Prayer Day       | Április második péntekén tartják                                   |
| Május 14.     | Az egyesítés napja           | National Unification Day  |                                                                    |
| Július 26.    | A függetlenség napja         | Independence Day          |                                                                    |
| Augusztus 24. | A zászló napja               | Flag Day                  |                                                                    |
| Mozgóünnep    | Hálaadás                     | Thanksgiving              | November első csütörtökén tartják.                                 |
| November 29.  | William Tubman születésnapja | William Tubman's Birthday | Libéria leghosszabb ideig szolgáló elnökének születésnapja.        |
| December 25.  | Karácsony                    | Christmas                 |                                                                    |